# Serik
Serik es un municipio y distrito de la provincia de Antalya, Turquía. Su área es 1.263 km2, y su población es 139.545 (2022). Está a 39 km (24 mi) al este de la ciudad de Antalya, a lo largo del litoral mediterráneo.

## Geografía
Hacia la costa, el distrito se caracteriza principalmente por las tierras de cultivo planas, utilizadas para el cultivo de hortalizas, mientras que la mitad interior de Serik está formada por colinas boscosas y los montes Tauro. El distrito tiene un clima mediterráneo típico con veranos calurosos y secos e inviernos cálidos y húmedos, mostrando una vegetación natural con arbustos secos.
Serik en sí es una ciudad de 76.046 habitantes (2022). La ciudad de Antalya está cerca, lo que limita el potencial para la venta al por menor y el comercio en Serik, pero hay algo de pequeña industria. En el centro de la ciudad hay conocidos restaurantes de köfte y piyaz; el piyaz se sirve con salsa de sésamo (tahini).
Aunque saludable y sólo a 15 kilómetros de los servicios naturales de la costa, la gente de Serik es típicamente hospitalaria y de aspecto tradicional. La población incluye a muchos que todavía se identifican como Yörük o turcomanos, descendientes del pueblo nómada que pobló la zona durante el Imperio Otomano y antes. Se trata de comunidades muy unidas que evitan la influencia externa y la nueva inmigración, lo que llevó a algunos turcos a darle el apodo de Capital de una República Yörük, un eco de las tradiciones y el estilo de vida vivazmente conservados. Aunque el distrito ha visto una gran afluencia de trabajadores inmigrantes en la agricultura y el turismo, la mayoría de los negocios de la ciudad todavía están en manos de estos turcomanos autóctonos.

### Turismo
Con 22 km (14 mi) de litoral, incluida la concurrida ciudad turística de Belek, el distrito de Serik es un importante centro de la industria turística de Turquía y atrae a 30 millones de visitantes cada año. Belek cuenta con más de cincuenta hoteles de 5 estrellas y campos de golf. Los lugares de interés incluyen las ruinas de Sillyon y Aspendos, la cueva de Zeytinlitaş y la cascada de Uçansu .
La cumbre del G20 de Antalya de 2015 se celebró en Serik, Antalya.

### Agricultura
En la región se cultivan mucha fruta y verdura, especialmente plátanos. Los arándanos se encuentran entre los productos agrícolas más importantes de Serik.

## Composición
Existen 84 barrios en el distrito de Serik:
| - Abdurrahmanlar - Ahmediye - Akbaş - Akçaalan - Akçapınar - Akdeniz - Akınlar - Alacami - Aşağıçatma - Aşağıkocayatak - Aşağıoba - Aspendos - Atatürk - Azaplar | - Belek - Belkıs - Belpınar - Berendi - Bilginler - Boğazak - Boğazkent - Bozdoğan - Bucakköy - Büğüş - Burmahancı - Çakallık - Çamlık - Çanakçı - Çandır - Çatallar - Çıtlıklı - Cumalı - Cumhuriyet | - Demirciler - Deniztepesi - Dikmen - Dorumlar - Eminceler - Eskiyürük - Etler - Fatih - Fedenler - Gebiz - Gedik - Gökçay - Gökçepınar - Hacıosmanlar - Hasdümen - Haskızılören - Haspınar | - Kadriye - Kahyalar - Karadayı - Karapınar - Karataş - Karıncalı - Kayaburnu - Kırbaş - Kökez - Kozağacı - Kozan - Kürüş - Kuşlar | - Merkez - Nebiler - Orta - Pınarcık - Sahil - Sarıabalı - Şatırlı - Sinan - Tekkeköy - Tüngüşlü - Üründü - Yanköy - Yeni - Yeşilvadi - Yeşilyurt - Yukarıçatma - Yukarıkocayatak - Yumaklar - Yunuslar - Zırlankaya - Zümrüt |

## Historia
Dos ciudades importantes de la antigüedad fueron Sillion, una colonia del Reino de Pérgamo, y Aspendos, una de las ciudades griegas panfilias más importantes. Aspendos está situada en el punto donde el río Kopru se encuentra con el mar. Alguna vez fue un puerto importante y un centro comercial, y tenía reputación de criar los mejores caballos del mundo. Vale la pena ver el odeón, la basílica, la galería y las fuentes.
El área recibió el nombre de Serik en honor a una tribu turca establecida aquí, una de las muchas oleadas de colonos turcos atraídos a esta costa a lo largo de la historia.